# Campionati africani di ciclismo su strada
I Campionati africani di ciclismo su strada UCI (en. UCI African Continental Championships; fr. Championnats Continentaux d'Afrique UCI) sono una competizione di ciclismo su strada organizzata dalla Confederazione Africana di Ciclismo (CAC), in cui concorrono ciclisti facenti parte dei Paesi membri della CAC stessa. Si disputano gare in linea e a cronometro maschili e femminili in due categorie: Junior e Elite.

## Campioni in carica
aggiornato all'edizione 2023
| Uomini Elite    | Uomini Elite    |
| --------------- | --------------- |
| In linea        | Henok Mulubrhan |
| Cronometro      | Charles Kagimu  |
| Uomini Under 23 |                 |
| In linea        | Renus Uhiriwe   |
| Cronometro      | Kiya Rogora     |
| Uomini Junior   |                 |
| In linea        | Riad Bakhti     |
| Cronometro      | Djaoued Nhari   |

| Donne Elite    | Donne Elite           |
| -------------- | --------------------- |
| In linea       | Ese Lovina Ukpeseraye |
| Cronometro     | Aurélie Halbwachs     |
| Donne Under 23 |                       |
| In linea       | Diane Ingabire        |
| Cronometro     | Nesrine Houili        |
| Donne Junior   |                       |
| In linea       | Malak Mechab          |
| Cronometro     | Siham Bousba          |

| Cronometro a squadre | Cronometro a squadre |
| -------------------- | -------------------- |
| Maschile             | Algeria              |
| Femminile            | Mauritius            |
| Staffetta mista      | Mauritius            |

## Storia
Le prime edizioni furono non ufficiali: nel 1995 si disputò la sola gara maschile in linea. Poi e nel 2001, anche se non ufficialmente, è stata aggiunta la prova a cronometro.
Nel 2005 furono creati i Circuiti continentali UCI e le gare maschili Elite entrarono a far parte del circuito UCI Africa Tour, come categoria CC (Continental Championnats); nello stesso anno furono introdotte anche le gare femminili Elite.

## Formato
Attualmente le prove del campionato africano si svolgono ogni anno tra febbraio e marzo nello spazio di cinque giorni. Nel primo giorno la gara di cronometro a squadre per Nazioni, nel secondo giorno si svolgono le prove a cronometro femminile Junior e Elite e maschile Junior. Il terzo giorno si svolge la prova a cronometro maschile Elite. Nel quarto giorno si effettuano le gare in linea femminili Junior e Elite e maschile Junior. Il quinto giorno è dedicato alla gara in linea maschile Elite.

## Edizioni
| Anno    | Nazione       | Città           |
| ------- | ------------- | --------------- |
| 2001    | Sudafrica     | -               |
| 2002-04 | non disputati | non disputati   |
| 2005    | Egitto        | -               |
| 2006    | Mauritius     | Port Louis      |
| 2007    | Marocco       | Casablanca      |
| 2008    | Camerun       | Yaoundé         |
| 2009    | Namibia       | Windhoek        |
| 2010    | Ruanda        | Kigali          |
| 2011    | Eritrea       | Asmara          |
| 2012    | Burkina Faso  | Ouagadougou     |
| 2013    | Egitto        | Sharm el-Sheikh |
| 2014    | non disputati | non disputati   |
| 2015    | Sudafrica     | Wartburg        |
| 2016    | Marocco       | Ben Slimane     |
| 2017    | Egitto        | Luxor           |
| 2018    | Ruanda        | Kigali          |
| 2019    | Etiopia       | Bahir Dar       |
| 2020    | non disputati | non disputati   |
| 2021    | Egitto        | Il Cairo        |
| 2022    | Egitto        | Sharm el-Sheikh |
| 2023    | Ghana         | Accra           |
| 2024    | Egitto        | Eldoret         |

## Albo d'oro
Cronometro
- Staffetta mista a squadre (2021-oggi)
- Cronometro a squadre, categoria Uomini Elite (2009-oggi)
- Cronometro individuale, categoria Uomini Elite (2001-oggi)
- Cronometro individuale, categoria Uomini Under 23 (2008-oggi)
- Cronometro individuale, categoria Uomini Juniors (2012-oggi)
- Cronometro a squadre, categoria Uomini Juniors (2013-oggi)
- Cronometro a squadre, categoria Donne Elite (2013-oggi)
- Cronometro individuale, categoria Donne Elite (2005-oggi)
- Cronometro individuale, categoria Donne Under 23 (2018-oggi)
- Cronometro individuale, categoria Donne Juniors (2013-oggi)
- Cronometro a squadre, categoria Donne Juniors (2013-oggi)

Gara in linea
- Corsa in linea, categoria Uomini Elite (1995-oggi)
- Corsa in linea, categoria Uomini Under 23 (2008-oggi)
- Corsa in linea, categoria Uomini Juniors (2012-oggi)
- Corsa in linea, categoria Donne Elite (2005-oggi)
- Corsa in linea, categoria Donne Under 23 (2018-oggi)
- Corsa in linea, categoria Donne Juniors (2013-oggi)

### Record
Nella prova in linea, il record di vittorie tra gli Elite appartiene agli eritrei Natnael Berhane e Tesfom Okubamariam, che vantano due vittorie, nel 2011 e nel 2012 il primo e nel 2013 e nel 2016 il secondo. Tra le donne il primato va alla sudafricana Ashleigh Moolman-Pasio, che ha conquistato il titolo Elite per ben quattro volte, nel 2011, nel 2012, nel 2013 e nel 2015.
Nella prova a cronometro, il primato va all'eritreo Daniel Teklehaimanot con quattro vittorie negli Elite, dal 2010 al 2013. Tra le donne sempre la sudafricana Ashleigh Moolman vanta tre vittorie, nel 2012, nel 2013 e nel 2015.
Hanno vinto sia il mondiale in linea che quello a cronometro: tra gli uomini gli eritrei Daniel Teklehaimanot (una vittoria in linea e quattro a cronometro negli Elite) e Mekseb Debesay (una vittoria in ciascuna prova negli Elite) e i sudafricani Nicholas White e Ryan Gibbons (una vittoria in ciascuna prova negli Elite); tra le donne le sudafricane Ashleigh Moolman (quattro vittorie in linea, tre a cronometro), Cassandra Slingerland (una vittoria in linea, due a cronometro), Lylanie Lauwrens (una vittoria in ciascuna prova), Lynette Burger (una vittoria in ciascuna prova) e la namibiana Vera Adrian (una vittoria in ciascuna prova).